# Rolex Yacht-Master
La Rolex Yacht-Master est une montre de sport de Rolex, présentée pour la première fois en 1992 avec le modèle 16628 en or jaune 18 carats. En 1994, Rolex a publié un modèle féminin (69628) et un modèle moyen (68628), première fois que Rolex publiait une montre de taille professionnelle plus petite. En 1996, Rolex a introduit le bicolore (acier inoxydable et or jaune 18 carats) dans la ligne féminine et moyenne.
En 1997, Rolex a lancé le Yacht-Master in Rolesium, un terme breveté par Rolex en 1932 qui confère au Yacht-Master une construction en acier inoxydable et en platine. la lunette et le cadran sont en platine, tandis que le boîtier, la bande, la couronne, etc., sont en acier inoxydable. Ce modèle est également connu sous le nom de Platinum Yacht-Master.
En 1999, Rolex a abandonné le modèle bicolore 68623 pour le remplacer par le modèle bicolore 168623 en 2000. La différence entre les deux modèles réside dans le mouvement amélioré du 168623 et dans les liens plus lourds en or 18 carats (les liens du 68623 sont creux).
En 2007, la marque a lancé la montre de régate chronographe Rolex Yacht-Master II, la première montre au monde équipée d'un compte à rebours programmable de 1 à 10 minutes avec une mémoire mécanique.